# نادي إسندون لكرة القدم
نادي إسندون لكرة القدم (بالإنجليزية: Essendon Football Club)‏ هو نادي كرة القدم الأسترالية أسترالي تأسس في 1871 ، يقع مقره الرئيسي في ملبورن، ويلعب في دوري كرة القدم الأسترالية، وVictorian Football League ‏.

## وصلات خارجية
- الموقع الرسمي